# Denis Sjkarpeta
Denis Sjkarpeta, född 9 november 1981, är en professionell tävlingscyklist från Uzbekistan. Han blev professionell med det italienska stallet Miche 2006. Men deltog under säsongen 2007 i en del tävlingar med det polska stallet Mapamap.
Denis Sjkarpeta deltog vid VM-tempoloppet för eliten i Verona 2004, Madrid 2005 och i Salzburg 2006.
Under säsongen 2004 vann han etapp 4 på Giro della Valle d'Aosta. Året därpå vann han Trofeo Torino-Biella - Giro della Provincia di Biella och etapp 1 på Giro della Valle d'Aosta.
Denis Sjkarpeta slutade trea på Baby Girots femte etapp under säsongen 2003 bakom Dainius Kairelis och Alessandro Conti. Även året därpå slutade han trea på en etapp av tävlingen, den gången bakom Alessandro Bertuola och Hubert Dupont.

## Meriter
2003
3:a, etapp 5, Baby Giro
2004
3:a, etapp 4, Baby Giro
3:a, Trofeo Città di Brescia Memorial Rino Fiori
Etapp 4, Giro della Valle d'Aosta
2:a, Giro Internazionale del Valdarno
2005
Trofeo Torino-Biella - Giro della Provincia di Biella
Etapp 1, Giro della Valle d'Aosta

## Stall
- 2006-2007 Miche
- 2007- Mapamap